# Victor Bremer
Christian Victor Bremer (25. maj 1843 i København – 19. juni 1915 sammesteds) var en dansk øre-næse-halslæge.
Søn af A.F. Bremer. Han var assistent hos Wilhelm Meyer 1868-1869, egen klinik fra 1874. 
Han var den første, som afholdt kurser i otologi på Københavns Universitet. Disputeret 1880, Om det patologiske fund hos døvstumme. Ridder af Dannebrog 1896 og titulær professor i 1904.

## Litteratuhenvisninger
- J. Falbe-Hansen: Den Danske Oto-laryngologis Historie fra 1865 til 1928, Poul Kristensens Forlag 1987.